# Fort Moore

Fort Moore recibió anteriormente el nombre del general del ejército confederado Henry L. Benning.

Fort Moore (anteriormente llamado Fort Benning) es una instalación del Ejército de los Estados Unidos situada en la ciudad de Columbus, entre el condado de Muscogee y condado de Chattahoochee en Georgia y en el condado de Rusell en Alabama.Fort Moore es principalmente una comunidad militar, la mayor parte de su población son los 120 000 militares en activo, también residen sus familiares, militares en la reserva y retirados y empleados civiles. Fort Moore es la sede de la Escuela de Infantería del Ejército de los Estados Unidos, de la Escuela de las Américas, de elementos del 75.º Regimiento Ranger, y de la 3.ª Brigada de Combate Pesado de la 3.ª División de Infantería.
Fort Moore es llamado así en honor del teniente general Hal Moore y su mujer Julia Compton Moore. La base se estableció en octubre de 1918 con el nombre de Camp Benning. Tiene una superficie de 737 km². Fort Benning se encuentra en un 93% por ciento de su superficie en el estado de Georgia y un 7% por ciento en el estado de Alabama.